# Coslada Central (métro de Madrid)
Coslada Central est une station de la ligne 7 MetroEste du métro de Madrid, en Espagne. Elle est établie sous la gare ferroviaire du même nom des Cercanías Madrid, avec laquelle elle forme un centre intermodal, dans la commune de Coslada.

## Situation sur le réseau
La station se situe entre Barrio del Puerto à l'ouest, en direction de Estadio Metropolitano, et La Rambla à l'est, en direction de Hospital del Henares.  Située en zone tarifaire B1, elle fait partie du MetroEste, section orientale de la ligne 7.

## Histoire
La station est mise en service le 5 mai 2007, lors de l'ouverture du MetroEste entre Estadio Metropolitano et Henares.

## Services aux voyageurs

### Accès et accueil
La station comprend trois accès, équipés d'escaliers, d'escaliers mécaniques et d'ascenseurs. Le premier est un édicule entièrement vitré situé au centre du parc Docteur Fleming, le deuxième constitue une liaison directe avec la gare, enfin le troisième est un édicule vitré situé du côté est de la voie ferrée.

### Intermodalité
La station est en correspondance avec les lignes C-2, C-7 et C-8 du réseau des Cercanías Madrid, ainsi qu'avec la ligne n°2 du réseau urbain de Coslada-San Fernando et les lignes d'autobus interurbains n°280, 287 et 289, toutes exploitées par l'opérateur ETASA.